# Верхола Арнольд Павлович
Арно́льд Па́влович Верхо́ла (нар. 30 вересня 1932 року, м. Проскурів) — педагог, доктор педагогічних наук (1990), професор (1991).

## Біографічні дані
Народився 30 вересня 1932 року в м. Проскурів у сім'ї вчителів.
У 1955 році закінчив Київський технологічний інститут харчової промисловості. З 1955 по 1957 рік працював помічником головного механіка на Норкевицькому цукровому заводі.
З 1957 по 1963 рік — викладач нарисної геометрії та креслення Кам'янець-Подільського педагогічного інституту. У 1963 році вступив до аспірантури Київського інституту харчової промисловості на кафедру процесів і апаратів харчових виробництв .У 1966 році захистив кандидатську дисертацію. У 1990 році захистив дисертацію на здобуття наукового ступеня доктора педагогічних наук на тему «Дидактичні основи оптимізації процесу навчання дисциплінам ВУЗу».
У Національному університеті харчових технологій: з 1990 по 2005 — завідувач кафедри, з 2005 — професор кафедри інженерної графіки.

## Наукова робота
Досліджує оптимізацію процесу викладання, методику викладання графічних дисциплін у ЗВО. Опублікував 180 наукових праць, із них 9 монографічних видань.
Був членом науково-методичної комісії з графічної підготовки, членом спеціалізованих рад із захисту дисертацій з педагогіки. 

### Основні праці
За ЕСУ:
- Оптимизация процесса обучения в вузе. — К., 1979;
- Читання креслень у школі. — К., 1987;
- Методика викладання креслення в школі. — К., 1989 (співавтор);
- Словник з креслення. — К., 1994;
- Інженерна графіка: довідник. — К., 2001 (співавтор).[1]